# Новіни (Підкарпатське воєводство)
Новіни (пол. Nowiny) — село в Польщі, у гміні Радомишль-над-Сяном Стальововольського повіту Підкарпатського воєводства.
Населення — 426 осіб (2011).
У 1975-1998 роках село належало до Тарнобжезького воєводства.

## Демографія
Демографічна структура станом на 31 березня 2011 року:
|          | Загалом | Допрацездатний вік | Працездатний вік | Постпрацездатний вік |
| -------- | ------- | ------------------ | ---------------- | -------------------- |
| Чоловіки | 216     | 43                 | 153              | 20                   |
| Жінки    | 210     | 43                 | 120              | 47                   |
| Разом    | 426     | 86                 | 273              | 67                   |